# Mychajlo Hruševskyj
Mychajlo Serhijovyč Hruševskyj (ukrajinsky Михайло Сергійович Грушевський; 29. září 1866 Chełm, Polsko — 24., 25. nebo 26. listopadu 1934 Kislovodsk, SSSR) byl ukrajinský historik, publicista a politik, první hlava Ukrajinské lidové republiky.

## Život a působení
Hruševskyj vyrůstal ve Stavropolu a Vladikavkazu, studoval v Tbilisi a Kyjevě a v letech 1894—1914 byl profesorem Lvovské univerzity, kde v kruhu spolupracovníků pracoval na monumentálních desetidílných "Dějinách Ukrajinské Rusi" (Історія України-Руси, 1898—1937). Od roku 1914 byl čestným členem České akademie věd a umění.
V březnu 1917 se stal prvním prezidentem Ukrajinské lidové republiky. Jako umírněný socialista (byl členem ukrajinské odnože strany socialistů-revolucionářů) čelil jak ultranacionalistům, tak bolševikům. V dubnu 1918, kdy se moci ujal hejtmanát, Hruševskyj odjel z Kyjeva a pobýval nejprve v Kamenci Podolském, pak střídavě v několika středoevropských městech, roku 1920 mj. v Praze.
Roku 1924 se vrátil na univerzitu do Kyjeva, ale v 30. letech byl sovětskými úřady pronásledován a přinucen k odchodu do Moskvy. Roku 1934 nečekaně zemřel v Kislovodsku na Kavkaze.

## Česky vyšlo

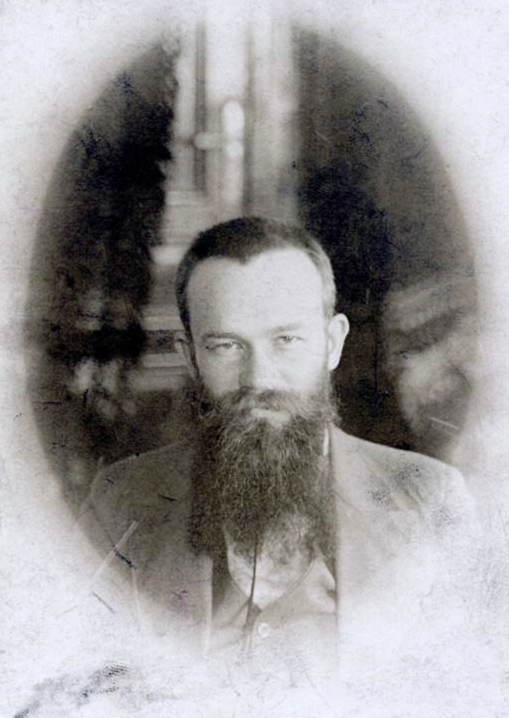
Mychajlo Hruševskyj

- Ukrajina a Ukrajinci, překlad František Salesius Frabša, Praha : Fr.Švejda, 1918
- Ukrajina a Rusko, Praha : Ukrajinské vydavatelské družstvo Čas, 1919